# Guillaume Lopez
Pour les articles homonymes, voir Lopez.
Guillaume Lopez est un chanteur, auteur, compositeur et multi-instrumentiste toulousain d’origine espagnole, né le 20 janvier 1981. Il est principalement reconnu pour ses interprétations du répertoire traditionnel occitan.

## Biographie
Né d’un père andalou et d’une mère catalano-aragonaise, petit-fils d’exilés républicains, Guillaume Lopez commence sa formation musicale à l’âge de huit ans à l’école de musique de Tournefeuille (Haute-Garonne) par le saxophone. Cet apprentissage trouve un nouvel écho lors des réunions familiales, notamment lorsque son oncle, le musicien et ethnomusicologue Xavier Vidal, lui offre un fifre. Ce sera là son premier contact avec les musiques traditionnelles. Sur les encouragements et l'accompagnement pédagogique de Pascal Caumont, il s’initie sans tarder à la pratique de multiples instruments à vent (fifre, flûte, boha) et se consacre parallèlement au texte et au chant, en occitan d’abord, puis en castillan et en français. L’année 2002 marque son entrée professionnelle dans le monde de la musique et du bal trad.
À partir de 2007, le Collectif Artistique et Musical Occitanie Méditerranée
assure la production des projets de la compagnie qui porte son nom, mais aussi d'artistes dont il souhaite accompagner le développement, parmi lesquels le chanteur Eric Fraj qui salue « son duende, son feeling, son éclectisme » et sollicite régulièrement ses talents de compositeur/arrangeur/interprète.
S’il est au départ principalement identifié au travers du Bal Brotto-Lopez, en raison de la forte diffusion du duo sur les scènes de musiques traditionnelles françaises et européennes, il s’investit parallèlement dans de multiples collaborations qui, en l’espace de deux décennies, contribuent à la constitution d’un catalogue d’une vingtaine de répertoires et de 16 références discographiques.
Entre 2003 et 2017, il s’implique également dans la programmation de différents lieux et événements : la Mounède, salle toulousaine consacrée aux musiques du monde ; l'Estivada de Rodez, festival occitan, aux côtés de Christian Grenet ; Festival des voix, des lieux, des mondes à Moissac.

## Influences et sources d'inspiration
Bien que fervent défenseur de la langue et de la culture occitanes, Guillaume Lopez ne se reconnaît pas toujours dans les revendications portées par les mouvements régionalistes. Il se définit avant tout comme « un passeur de mémoire et de frontières » questionnant ses identités multiples, puisant force et inspiration dans le dialogue, l’échange et les croisements interculturels. Qu’elles soient provoquées ou inattendues, ce sont donc avant tout les rencontres humaines et artistiques qui orientent durablement sa démarche.

### Complicités artistiques
Dès le début des années 2000, le parcours de Guillaume Lopez est marqué par la parole et la pensée du poète, écrivain et conférencier Alem Surre-Garcia,, qui l’initie à la découverte de son propre territoire sensible. Dans son sillage, Guillaume dessine un itinéraire alliant imaginaire et fidélité aux racines, entre musiques traditionnelles, chanson d’auteur et chants du monde, inscrit géographiquement au croisement des horizons qui bordent la Méditerranée (Espagne, Occitanie, Maghreb). Dans leur ouvrage Musiques occitanes, les auteurs Camille Martel et Jordan Saïsset soulignent que « cette brèche ouverte il y a plus de quarante ans continue d’irriguer les artistes d’aujourd’hui, du Massilia Sound System à Guillaume Lopez en passant par Du Bartàs ou Dupain ». Autre regard déterminant, celui de Christian Vieussens, flûtiste aussi familier du registre traditionnel que des sonorités jazz et des musiques improvisées.
L'accordéon tient une place importante dans le répertoire de Guillaume Lopez. En 2023, avec l’accordéoniste Thierry Roques (notamment accompagnateur d'Allain Leprest, Serge Reggiani et Djamel Allam), il célèbre 20 ans de complicité scénique et discographique. Avec Cyrille Brotto à l’accordéon diatonique, ce sont 15 années d’enregistrement et plus de 700 bals qui, de 2002 à 2017, s’enchainent un peu partout en France, en Europe et aux Etats-Unis sous les couleurs du Bal Brotto-Lopez. Accordéon toujours avec Fred Burguière et Les Ogres de Barback qui l'invitent régulièrement depuis 2012 à la rencontre des cultures d’Oil et d’Oc. Entre 2016 et 2021, une soixantaine de concerts illustrent cette collaboration, dont une escale à l’Olympia en septembre 2021,,,,. En 2018, il crée le duo ThouxAzun avec le jeune accordéoniste Clément Rousse.

### Projets marquants
Entre 2008 et 2012, parallèlement aux productions du Bal Brotto-Lopez, Guillaume Lopez s’investit  sur différents projets qui favorisent sa reconnaissance au-delà des scènes spécialisées dans les musiques traditionnelles. Le trio Sòmi de Granadas, « fusion entre musique du monde et jazz ethnique », se produira une centaine de fois en 3 ans. Le spectacle et l’album Las simples cosas célèbrent les répertoires hispanique et latino-américain, préfigurant les développements auxquels l’artiste se consacrera dans les années 2020. Dans Celui Qui Marche, son premier tour de chant, il interprète les poètes d’hier et d’aujourd’hui, en occitan, français, espagnol et catalan,. L’album éponyme contient notamment une adaptation de la chanson de Lluis Llach Venim del Nord, Venim del Sud, en duo avec Eric Fraj,.
En 2013, le ciné-concert Camins Mesclats mobilise les soutiens du festival Trad’Envie, de Jazz in Marciac et du Musée Les Abattoirs de Toulouse. Cette même année marque sa première collaboration avec la famille Chemirani dont il retrouvera plusieurs membres en 2019 dans le projet Vamos ya !,,.
En 2015, il crée Recuerdos – La Retirada et l’Exil, spectacle musical et pictural issu du récit autobiographique de son grand-père maternel, Francesc Vidal,. Medin’Aqui, voyage musical entre Toulouse et Tlemcen, croisement d’influences traditionnelles, jazz et chanson, est créé en juin à l’occasion des 20 ans du festival Rio Loco de Toulouse et présenté le mois suivant à l'Estivada de Rodez.
En 2017, conçu avec le guitariste Kiko Ruiz et le tubiste Laurent Guitton, le projet Tres Vidas mêle reprises, compositions personnelles, couleur flamenca et groove méditerranéen,. Cette même année, sur des arrangements de Jean-Christophe Cholet interprétés par l’Orchestre d’harmonie de Tournefeuille, le spectacle et l'album 15 ans en Harmonia célèbrent de façon festive la longévité du duo Brotto-Lopez,,.
Avec le soutien du Conseil Régional d'Occitanie et de l’Institut Français du Maroc, Guillaume Lopez conçoit le projet Anda-Lutz, rencontre musicale entre les Pays d’Oc, l’Espagne et le Maghreb. Outre Thierry Roques à l'accordéon, il associe à sa démarche les percussionnistes Saïd el Maloumi et Sébastien Gisbert, le trompettiste toulousain Nicolas Gardel et, ponctuellement, le saxophoniste Ferdinand Doumerc. Le répertoire fait l’objet de nombreuses tournées, en France et au Maroc. Il est donné dans différentes versions, en quartet, en trio, en duo, ainsi qu'avec l’Orchestre de chambre de Toulouseet l’Orchestre Philharmonique du Maroc. Le film documentaire Guillaume Lopez entre Occitanie et Maroc - Anda-Lutz  réalisé par Joachim Ducos présente la genèse et les développements de cette expérience.
Depuis 2018, de multiples initiatives continuent d’enrichir le parcours et le répertoire de Guillaume Lopez :    participation à l’enregistrement du titre de Pierre Perret Les confinis ; création du quintet de musiques à danser  Lo Bal del Lop et du duo ThouxAzun ; tournées en Argentine. En 2023, avec la complicité du chanteur et humoriste Wally, il écrit son premier spectacle solo Buf e votz, florilège conté-chanté de ses 20 ans carrière,. En 2024, avec Serge Lopez à la guitare et Louis Navarro à la contrebasse, la création Mot d’Alem met en lumière l’œuvre poétique d'Alem Surre-Garcia à l'occasion de la parution de son dernier ouvrage,,.

## Discographie

### Compagnie Guillaume Lopez
- Le champ des dunes - Sòmi De Granadas (2008)
- Las simples cosas (2011)
- Lo que camina / celui qui marche (2012)
- Recuerdos / La retirada et l'exil (2014)
- Lo Viatge de Piu-Piu - Dançatz Project (2015)
- Medin’Aqui (2015)
- Recuerdos (2017)
- Ibérico - Tres vidas (2018)
- Canard-Izard -Thouxazun - Guillaume Lopez & Clément Rousse (2018)
- Anda Lutz (2020)
- Thouxazun e convits - Guillaume Lopez & Clément Rousse (2025)

### Bal Brotto Lopez
- HdQ (2006)
- Le Bal Brotto Lopez (2012)
- La ronda dels viatges (2014)
- Adiu Miladiu (2016)
- 15 ans en harmonia (2017)
- Quercy–Pontoise - Les Ogres de Barback et le Bal Brotto-Lopez (2018)

### Participations
- Duels de tchatche et autres trucs du folklore toulousain - Fabulous Trobadors (2002)
- Courant d’air - Cyrille Brotto (2002)
- Fat e fols  - Eric Fraj (2012)
- Les yeux des fesses - La meute rieuse (2012)
- Comment je suis devenu voyageur - Les Ogres de Barback (2012)
- Electrojoc - L’art à la Tatouille (2013)
- Pep el Mel - Eric Fraj (2014)
- La fabrique à Chansons - Les Ogres de Barback (2014)
- 20 ans ! - Les Ogres de Barback (2015)
- Cants Occitans e Berbères - Hilhas deu Vent (2015)
- Déracinés - Les Bardeaux (2017)
- Chanter libre et fleurir - Les Ogres de Barback (2020)
- Ma vieille carcasse - Pierre Perret (2023)